# Aranhas marcianas

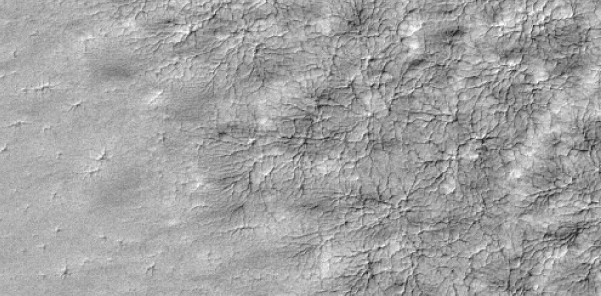
Fotografia que mostra as aranhas marcianas na superfície da banquisa polar austral marciano. A imagem, tirada pela Mars Global Surveyor, mostra uma área de cerca de 3 km de largura. Cortesia: NASA/JPL-Caltech.

As "aranhas" marcianas são formações geológicas, exclusivas da região polar austral do planeta Marte. Tais estruturas não têm foram encontradas na região polar boreal ou em qualquer outra região da superfície de Marte até hoje. Estas estruturas se manifestam quando a banquisa de dióxido de carbono congelado no polo sul se sublima em dióxido de carbono gasoso durante a primavera marciana e a superfície de baixo fica descoberta.
As formações, vistas individualmente, formam uma estrutura redonda e lobulada, remanescente de uma teia. Geralmente, irradia-se para fora em lobo, a partir de um ponto central. O ponto central é muitas vezes, mas não sempre, uma cratera. A formação é uma Agregação por difusão limitada, fenômeno observável também nas raízes, galhos, etc.

## Causas
Ainda não está totalmente entendido como ocorrem estas formações, ou porque aparece unicamente na região do polo sul. No entanto, diversas explicações foram oferecidas pela NASA, astrofísicos, astrogeólogos e astrobiólogos, incluindo a história da erosão da água em Marte, dióxido de carbono / gêiser de areia.
Também se tem sugerido previamente que estas estruturas teriam uma causa vulcânica ou simplesmente eram áreas quentes de terra nua. No entanto, recentes imagens térmicas da NASA revelaram que estas estruturas se encontram geralmente nas mesmas temperaturas que o gelo seco que cobre a área durante o inverno marciano.

## Informação adicional
Hoje se sabe que as "aranhas marcianas" parecem manifestar-se unicamente em regiões específicas no polo sul marciano, mas não nas regiões correspondentes no polo norte ou em outras regiões do planeta. Há, no entanto, importantes diferenças entre os polos norte e sul marcianos, que podem ser determinantes para a divergência entre ambos polos quando se refere a estas formações.
A órbita de Marte ao redor do sol não é simétrica nem circular. Marte descreve uma órbita elíptica. No afélio (o ponto de sua órbita mais longe do sol), Marte se encontra a 206.644.545 km do sol. Marte alcança o perélio durante o verão polar austral e inverno polar boreal. Marte alcança o afélio durante o verão polar boreal e inverno polar austral. Por esta razão, o polo sul recebe consideravelmente mais energia direta do sol durante seu verão, do que o polo norte recebe durante o seu. A diferença na energia recebida se deve a diferença na intensidade da energia irradiada por unidade de superfície pela distância consideravelmente diferente. Uma teoria que trata de explicar por que o polo sul manifesta as aranhas marcianas, mas o norte não, relaciona-o com a diferença nos padrões de aquecimento do dióxido de carbono congelado durante os respectivos verão e/ou primavera nas regiões polares do norte e do sul.
Recentes imagens de auroras em Marte levaram a estabelecer uma correlação entre as auroras e a magnetização remanescente dos minerais suscetíveis na crosta marciana, que criam pequenas magnetosferas. Segundo certas observações, parece que a maioria da magnetização remanescente dos minerais da crosta marciana ocorrem no hemisfério austral, com pouca ou nula magnetização no hemisfério norte. Outra teoria que trata de explicar por que o polo sul manifesta as aranhas marcianas, mas o norte não, estabelece uma relação com as partículas carregadas da radiação solar interage com as linhas do campo magnético. As partículas carregadas tendem a fluir ao longo das linhas do campo magnético. Devido a que os campos magnéticos remanescentes do sul são significativamente mais fortes que os do norte, as partículas carregadas interagem de maneira diferente com o polo sul que com o polo norte. O fato de que o polo sul se encontra alinhado mais próximo do sol no perélio, portanto recebendo mais radiação solar e partículas carregadas, poderia ser isso também um fator.